# Acalolepta korolensis
Acalolepta korolensis là một loài bọ cánh cứng trong họ Cerambycidae.